# La daga
La daga es el segundo libro de la serie La materia oscura escrita por Philip Pullman, publicado por primera vez en 1997.

## Introducción
La daga comienza con la historia de Will Parry, un niño de doce años que pertenece al Oxford de nuestro mundo, y los problemas a los que se enfrenta al tratar de poner a salvo a su madre para protegerla de unas figuras que sólo ella ve y de unos hombres que los acechan preguntando por su padre, John Parry. Tras dejarla a cargo de su antigua maestra de piano, Will regresa a su casa para recoger unas cartas, que era lo que buscaban aquellos hombres, y durante su salida muere accidentalmente uno de ellos. Will huye, buscando un lugar donde dormir cuando cae la noche, y encuentra un pequeño parque a un lado de una carretera, donde ve un gato actuando de manera extraña. Mientras lo observa, el gato desaparece caminando, por lo que Will se acerca y se da cuenta de que hay una especie de ventana que da a otro lugar. Will la cruza, y se encuentra en otro mundo, en una ciudad aparentemente vacía, cuyos habitantes acaban de irse, y se encuentra con Lyra.

## Argumento
Lyra continúa su viaje en el otro mundo, y llega a una ciudad llamada Cittàgazze, que carece de personas adultas debido a unas criaturas llamadas Espantos (Specters) que se alimentan del alma de los adultos. Aquí, Lyra conoce a Will Parry, un niño de doce años procedente de nuestro mundo que está atrapado ahí después de matar a un hombre para proteger a su madre. Will había emprendido la búsqueda de su padre, John Parry, un explorador que desapareció cuando él era pequeño, provocando que Will tuviera que cuidar de su madre, la cual padece alguna clase de enfermedad mental. Un día, unos hombres entraron en su casa en busca de las cartas que envió su padre a su madre antes de desaparecer, y Will mata a uno de ellos accidentalmente.
En Cittàgazze, ambos vivirán una de las aventuras más importantes, la que llevará a Will hasta la Daga Sutil, un arma que contiene dos filos: una hoja capaz de cortar a través de cualquier material o criatura existente, y una hoja finísima capaz de cortar el fino tejido que separa los diversos mundos. Después de un encuentro con brujas procedentes del mundo de Lyra, continúan juntos su viaje, y Will finalmente encuentra a su padre, que resulta ser asesinado, y Lyra es capturada por su siniestra madre, la señora Coulter, quien ha averiguado que una profecía dice que Lyra será la próxima Eva. Una pareja de ángeles, Balthamos y Baruch, dan instrucciones a Will para que viaje con ellos para entregar la Daga Sutil a Lord Asriel, el padre de Lyra.

## Personajes
- Lyra Belacqua (llamada Lyra Lenguadeplata): es una chica rebelde de 12 años que fue criada en el (ficticio) campus del Jordan, en Oxford. Se siente orgullosa de sus travesuras, especialmente de su habilidad para mentir e inventarse historias complejas con todo descaro. Está acompañada en todo momento por su daimonion Pantalaimon. Al principio se sorprende al ver que Will no tiene daimonion, ya que el daimonion es una parte del alma de la persona, pero luego comprende que procede de un mundo en el cual los daimonions están integrados a la persona.

- Will Parry: este niño aparece por primera vez en este segundo libro de la materia oscura, jugando un papel en la historia, con un destino tan importante como el de Lyra. Tiene 12 años de edad, es maduro, y posee la habilidad de pasar desapercibido entre la gente. Él quiere encontrar a su padre, porque piensa que sigue vivo, y para esto Lyra lo ayuda, cuando ambos tienen encuentro en Citaggaze, la ciudad a la que llega a través de una ventana que conecta ambos mundos.

- Ruta Skadi: Es la Reina de las Brujas, se describe con una gran belleza interior como exterior. Su papel en la serie es el de acompañar a Serfina Pekkala y las demás brujas a Cittàgazze donde se rumora que se encuentra Lyra. En una de sus búsquedas ve unas pequeñas lucecitas en el cielo, a los cuales identifica como ángeles, los sigue y llega a la fortaleza de Lord Asriel.

- John Parry: Es un explorador, padre de Will; el cual fue dado por desaparecido en el mundo de Will, al final de libro lo encuentran en el mundo de Lyra convertido en un chamán con tres orificios en el cráneo, y el lugar donde lo encuentran es en el Polo Norte con una tribu la cual le llama Grumman(Stanislaus Grumman),(el que lo encuentra es Lee Scoresby).

- Mary Malone: es una licenciada en ambaromagnetismo y teología experimental (electromagnetismo y física cuántica) que primero fue monja pero dejó los hábitos por la investigación. Procedente del mismo mundo que Will (el mismo que el nuestro). Sus estudios sobre el Polvo (que ella y sus colegas llaman "sombras") hacen que el aletiómetro lleve a Lyra hasta ella, amenazan su trabajo y la conducen a otro mundo.

- Datos: Q472208